# Valle Corto
Das Valle Corto (spanisch für Kurzes Tal) ist Tal auf der Livingston-Insel im Archipel der Südlichen Shetlandinseln. Es liegt nördlich des Cerro El Jardín und ist die kürzeste Verbindung zwischen der Ost- und Westseite des Kap Shirreff am nördlichen Ende der Johannes-Paul-II.-Halbinsel.
Wissenschaftler der 45. Chilenischen Antarktisexpedition (1990–1991) gaben ihm seinen deskriptiven Namen.